# Kansas City Chiefs
Los Kansas City Chiefs (en español, Jefes de Kansas City) son un equipo profesional de fútbol americano de los Estados Unidos con sede en Kansas City, Misuri. Compiten en la División Oeste de la Conferencia Americana (AFC) de la National Football League (NFL) y disputan sus encuentros como locales en el Arrowhead Stadium.
El equipo fue fundado por Lamar Hunt en agosto de 1959 como Dallas Texans y fue uno de los miembros originales de la American Football League (AFL). En 1963 Hunt trasladó la franquicia a Kansas City y la renombró como Chiefs.
Es el tercer equipo más ganador de la Era del Super Bowl, empatado con los Green Bay Packers y New York Giants. A lo largo de su historia, los Chiefs han ganado un total de cuatro Super Bowl en 1969 (IV), 2019 (LIV), 2022 (LVII) y 2023 (LVIII), tres campeonatos de la AFL (1962, 1966 y 1969), cuatro campeonatos de conferencia de la AFC (2019, 2020, 2022 y 2023) y dieciséis títulos de división (dos en la AFL y catorce en la NFL). Es el primer equipo original de la AFL que primero ha disputado una Super Bowl (Super Bowl I frente a los Green Bay Packers).

## Historia

### Comienzos
En 1959, Lamar Hunt comenzó a negociar con otros hombres de negocios la creación de una liga de fútbol profesional, que rivalizaría con la National Football League (NFL). El deseo de Hunt de poseer un equipo se intensificó después de ver el partido por el campeonato de la NFL de 1958 entre los New York Giants y los Baltimore Colts. Después de fracasar en los intentos de comprar y trasladar los Chicago Cardinals de la NFL a su ciudad natal, Dallas, Hunt contactó con la NFL y pidió crear una franquicia de expansión en Dallas. La NFL lo rechazó, por lo que Hunt fundó la American Football League (AFL) y creó su propio equipo, los Dallas Texans, para comenzar a jugar en 1960. Hunt contrató a un entrenador asistente poco conocido del equipo de fútbol americano de la Universidad de Miami, Hank Stram, para ser el entrenador principal del equipo después de que Bud Wilkinson y Tom Landry rechazaran la oferta.

### Era Hank Stram (1960–1974)
Bajo el nombre de Dallas Texans, el equipo logró en 1962 el título de división, para posteriormente ganar el título de liga frente a los Houston Oilers por 20-17 en dos prórrogas.
En 1963 los Chiefs se reubicaron a su actual ciudad; Kansas City. En el tiempo que abarca de 1963 a 1974, los Chiefs se clasificaron para playoffs en cuatro ocasiones (dos como campeones de división). En su primer contacto con los playoffs en 1966, vencieron a los Buffalo Bills 31-7 en el título de liga, pero perdieron frente a los Green Bay Packers en la Super Bowl I. Volvieron a repetir la mecánica en 1969, ganando a los New York Jets en los playoffs divisionales y venciendo a los Oakland Raiders 17-7 en el campeonato de liga (el último antes de la fusión AFL-NFL). En la Super Bowl IV, los Chiefs vencieron a los Minnesota Vikings por 23-7.
Con Stram, los Texans/Chiefs consiguieron un récord de 124-76-10, siendo su mejor temporada la de 1968 con 12 victorias y 2 derrotas. También poseen el récord de ser el (los) equipo(s) con mayor número de victorias en la breve American Football League (AFL), con 87.

### Era Marty Schottenheimer (1989–1998)
El 19 de diciembre de 1989, Hunt contrató a Carl Peterson como nuevo presidente y gerente general. Con la llegada del nuevo presidente, Marty Schottenheimer fue contratado como nuevo entrenador en jefe. En los drafts de 1988 y 1989, los Chiefs escogieron a Neil Smith y Derrick Thomas, respectivamente.
Bajo su mandato (10 temporadas), los Chiefs alcanzaron los playoffs en siete ocasiones (seis de forma consecutiva; 1990-1995), ganando tres títulos de división y llegando al campeonato de la AFC en 1993, donde perdieron frente a los Buffalo Bills 30-13.
Schottenheimer acabó su etapa con los Chiefs con un récord de 101-58-1, siendo sus mejores años los de las temporadas de 1995 y 1997, con 13-3.

### 2013-2017: Alex Smith y la llegada de Andy Reid
El 4 de enero de 2013 los Kansas City Chiefs anunciaron la contratación de Andy Reid como nuevo entrenador jefe del equipo. En febrero adquirieron al quarterback Alex Smith procedente de los San Francisco 49ers a cambio de una segunda ronda del Draft de la NFL de ese año. La operación se hizo oficial el 12 de marzo.

### 2018-presente: La dinastía Reid-Mahomes
En marzo de 2018, los Chiefs traspasaron a Alex Smith a los Washington Redskins a cambio de Kendall Fuller y un pick de tercera ronda del Draft de la NFL de ese año. La operación, acordada a finales de enero, convirtió a Patrick Mahomes en el quarterback titular del equipo. En su primera campaña como titular, Mahomes fue nombrado MVP de la NFL después de lograr 5097 yardas de pase y 50 touchdowns. Los Chiefs fueron el mejor ataque de la liga y terminaron el año con un registro de 12-4, el mejor de la AFC. En la ronda divisional eliminaron a los Indianapolis Colts, pero fueron derrotados por los New England Patriots en la prórroga del AFC Championship Game.
En 2019 el equipo terminó con el mismo récord del año anterior. En la Ronda Divisional eliminaron a los Houston Texans tras remontar una desventaja de veinticuatro puntos y en la final de la AFC vencieron 35-24 a los Tennessee Titans y se clasificaron para la Super Bowl por tercera vez en su historia. En la Super Bowl LIV los Chiefs derrotaron a los San Francisco 49ers 31-20 y lograron su primer campeonato de Super Bowl cincuenta años después. Mahomes fue nombrado MVP del partido.
En la temporada 2020-2021, los Chiefs terminaron con récord de 14-2 asegurando el primer sembrado de la Conferencia Americana, en la Ronda Divisional vencieron a los Cleveland Browns, en la Final De La Conferencia Americana vencieron a los Buffalo Bills accediendo a su segundo Super Bowl consecutivo, cayendo ante los Tampa Bay Buccaneers de Tom Brady.
En la temporada 2021-2022, los Chiefs terminaron con récord de 12-5, en la Ronda De Comodines vencieron a los Pittsburgh Steelers, en la Ronda Divisional a los Buffalo Bills, pero en la Final De La Conferencia Americana serían derrotados por los Cincinnati Bengals de Joe Burrow.
En la temporada 2022-2023, los Chiefs terminaron con récord de 14-3, con Patrick Mahomes ganando el premio al jugador más valioso de la temporada. En la Ronda Divisional vencieron a los Jacksonville Jaguars De Trevor Lawrence, en la Final De La Conferencia Americana vencieron a los Cincinnati Bengals de Joe Burrow accediendo al Super Bowl LVII, derrotando a los Philadelphia Eagles de Jalen Hurts.
La temporada 2023-2024 de los Kansas City Chiefs finalizó con un récord de 11-6 en la temporada regular, asegurando la victoria en su división. En los playoffs, su primer encuentro fue contra los Miami Dolphins, donde ganaron 26-7 en el partido de "Wild Card".En la ronda divisional, enfrentaron a los Buffalo Bills en Bufallo, logrando un resultado de 27-24 a su favor en condiciones de bajas temperaturas. La final de la Conferencia Americana los llevó a competir contra los Baltimore Ravens, el equipo con el mejor récord de la temporada regular en la conferencia y cuyo quarterback, Lamar Jackson, fue nombrado MVP de la temporada regular. Los Chiefs ganaron este encuentro por 17-10, asegurando su paso al Super Bowl LVIII.
En el Super Bowl LVIII, los Chiefs se enfrentaron a los San Francisco 49ers, ganando el partido por 25-22 en la prórroga después de remontar una desventaja de 10 puntos. Patrick Mahomes fue nombrado MVP de las finales, obteniendo su tercer anillo de campeonato y el segundo consecutivo para los Chiefs.

## Estadio

### Antiguos terrenos de juego
- Cotton Bowl.
- Municipal Stadium.

### Arrowhead Stadium

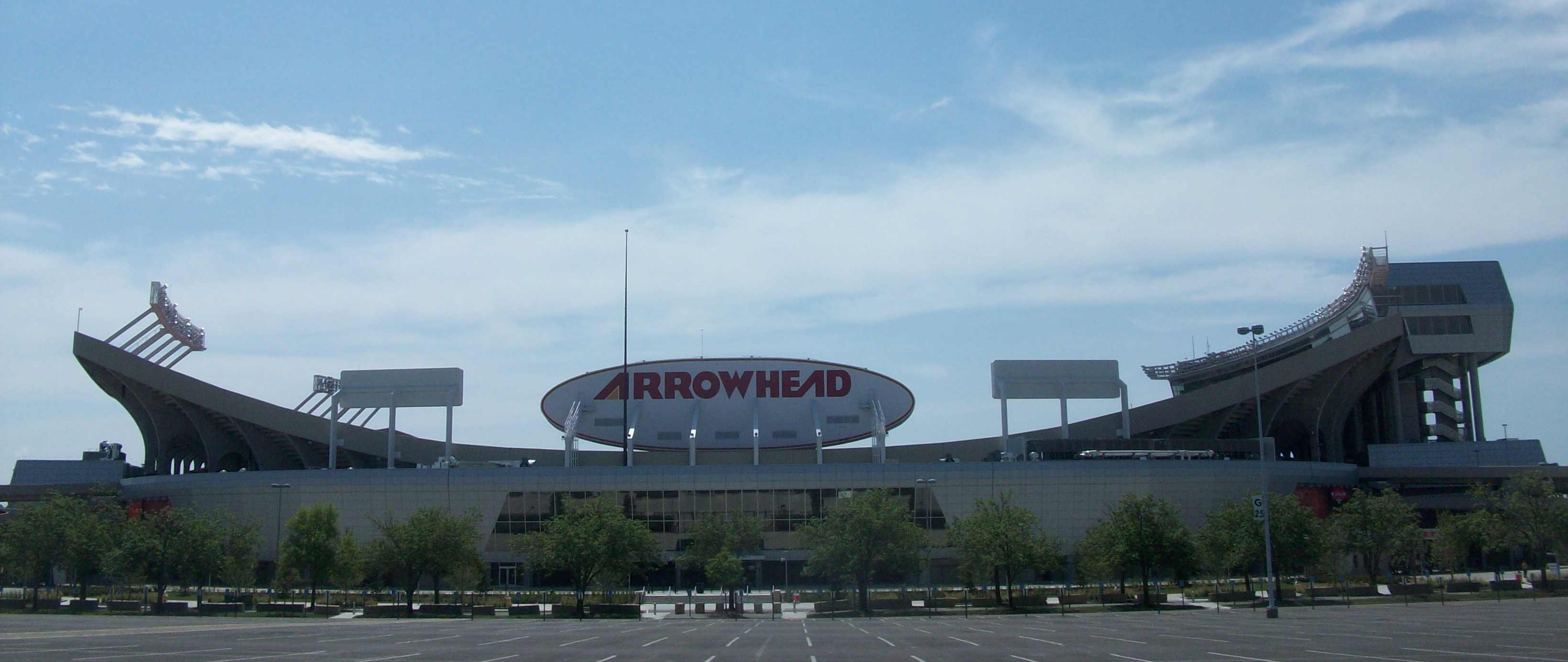
El Arrowhead Stadium en 2010.

El Arrowhead Stadium es el estadio de los Chiefs desde 1972 y tiene una capacidad para 76.416 espectadores, siendo el sexto con mayor número de capacidad de la liga.
En 2010, el estadio fue renovado por $375 millones que incluía mejoras en los palcos vips y nuevos asientos. De los $375 millones, $250 millones lo pagaron los contribuyentes y los $125 millones restantes, la familia Hunt.
Los fanáticos de los Chiefs lograron el Guinness World Record por lograr el mayor ruido en un evento deportivo. El récord fue batido el 29 de septiembre de 2014, donde los fanes de los Kansas City Chiefs alcanzaron los 142,2 dB en el Arrowhead Stadium.

## Jugadores

### Números retirados
| Números retirados de Kansas City Chiefs |                |        |         |
| Núm.                                    | Jugador        | Posic. | Temp.   |
| 3                                       | Jan Stenerud   | K      | 1967–79 |
| 16                                      | Len Dawson     | QB     | 1962–75 |
| 18                                      | Emmitt Thomas  | CB     | 1966–78 |
| 28                                      | Abner Haynes   | RB     | 1960-64 |
| 33†                                     | Stone Johnson  | RB     | 1963    |
| 36†                                     | Mack Lee Hill  | RB     | 1964–65 |
| 58†                                     | Derrick Thomas | LB     | 1989–99 |
| 63                                      | Willie Lanier  | LB     | 1967–77 |
| 78                                      | Bobby Bell     | LB     | 1963–74 |
| 86                                      | Buck Buchanan  | DT     | 1963–75 |

Notas
- † Póstumo.

### Salón de la Fama
| Salón de la Fama de Kansas City Chiefs |                |                  |              |           |
| Núm.                                   | Nombre         | Posición         | Temporada(s) | Inducción |
| –                                      | Lamar Hunt     | Fundador         | 1960–06      | 1972      |
| 78                                     | Bobby Bell     | Linebacker       | 1963–74      | 1983      |
| 63                                     | Willie Lanier  | Linebacker       | 1967–77      | 1986      |
| 16                                     | Len Dawson     | Quarterback      | 1963–75      | 1987      |
| 86                                     | Buck Buchanan  | Tackle defensivo | 1963–75      | 1990      |
| 3                                      | Jan Stenerud   | Kicker           | 1967–79      | 1991      |
| 53                                     | Mike Webster   | Center           | 1989–90      | 1997      |
| 19                                     | Joe Montana    | Quarterback      | 1993–94      | 2000      |
| –                                      | Marv Levy      | Entrenador       | 1978–82      | 2001      |
| –                                      | Hank Stram     | Entrenador       | 1960–74      | 2003      |
| 32                                     | Marcus Allen   | Running back     | 1993–97      | 2003      |
| 1                                      | Warren Moon    | Quarterback      | 1999–00      | 2006      |
| 18                                     | Emmitt Thomas  | Cornerback       | 1966–78      | 2008      |
| 58                                     | Derrick Thomas | Linebacker       | 1989–99      | 2009      |
| 77                                     | Willie Roaf    | Tackle ofensivo  | 2002–05      | 2012      |
| 61                                     | Curley Culp    | Tackle defensivo | 1968–74      | 2013      |
| 68                                     | Will Shields   | Guard            | 1993–06      | 2015      |

## Indumentaria

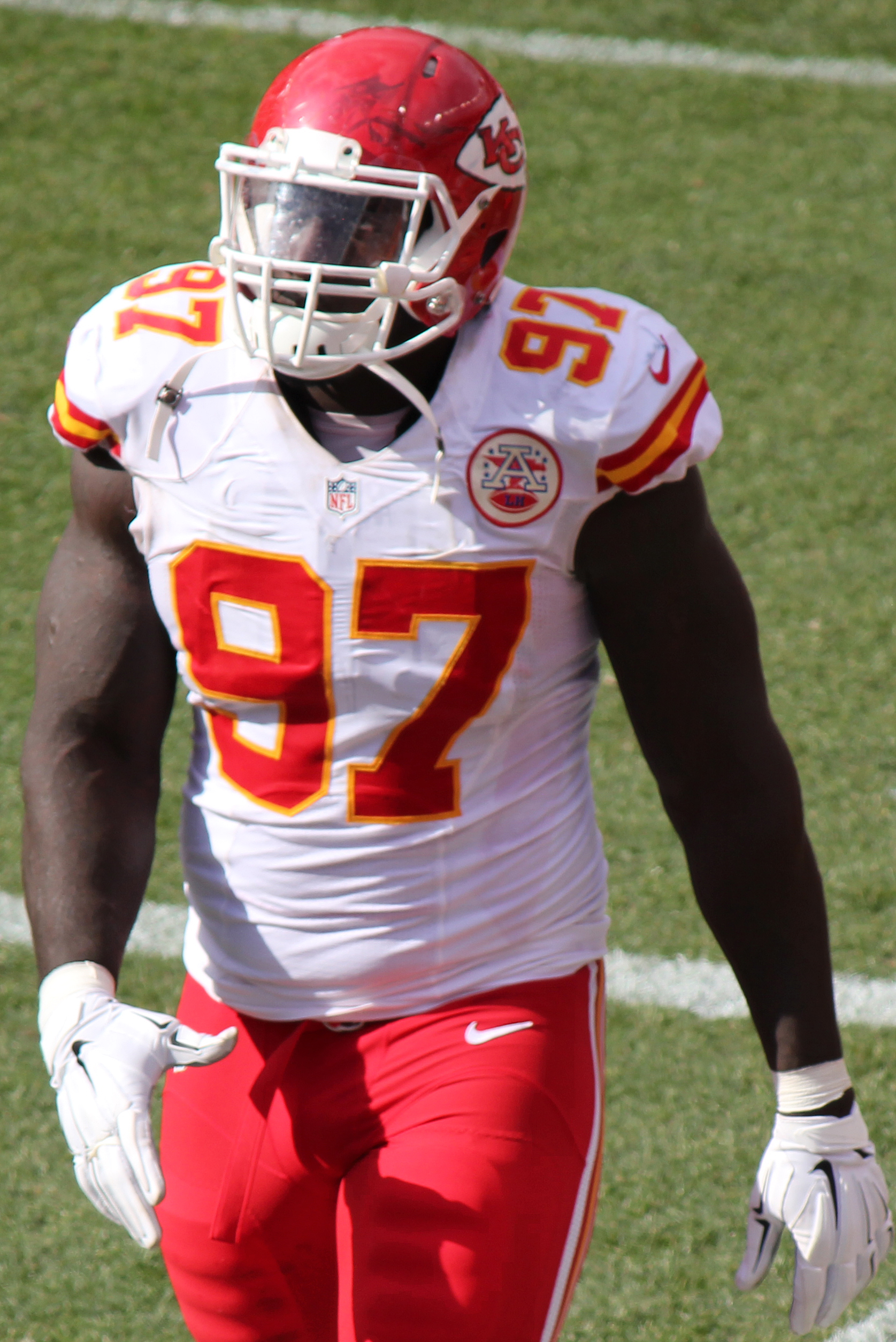
Allen Bailey viste una de las indumentarias de la sesión 2014

Durante su etapa como los Texans, el logo consistía en el mapa de Texas en blanco con una estrella amarilla que marcaba la ubicación de la ciudad de Dallas, a la vez que el exterior era rojo. Originalmente, el fundador Lamar Hunt eligió el azul Columbia y el naranja para los uniformes, pero Bud Adams escogió ambos para su franquicia Houston Oilers. Por ello, Hunt optó por el rojo y el dorado, que incluso después de la marcha a Kansas City, siguen siendo sus colores. El logo, que también empleaban en el casco, fue reemplazado en 1963 por un diseño originalmente esbozado por Hunt en una servilleta, que todavía utilizan y consiste en las letras «KC» entrelazadas y superpuestas dentro de una punta de flecha blanca. Antes de su temporada inaugural, el escudo secundario de los Texans era un pistolero vestido con espuelas y con un sombrero vaquero, que además tenía una pelota en la mano izquierda. Luego del traslado a Kansas City, se cambió el personaje por un nativo con un balón en una mano y un hacha de guerra en la otra, así como con un gran pelo rubio y un calzado y taparrabos rojos, este último con las nuevas iniciales escritas en amarillo, con el mapa de seis estados detrás en color blanco: Misuri, Kansas, Nebraska, Iowa, Oklahoma y Arkansas. Este se usó hasta 1971, cuando adoptaron el mismo que tenían en el casco, objeto que pasó de ser gris a blanco en 1974. Según Hunt, tanto el logotipo del nativo como el del vaquero los creó Bob Taylor, dibujante del periódico Dallas Times Herald, si bien nunca llegaron a formar parte del uniforme.
Por otro lado, la indumentaria de los Chiefs se ha mantenido esencialmente igual a lo largo de la historia del club. Consiste en un casco rojo y camisetas rojas o blancas con los números y nombres de colores opuestos, aunque se usaron pantalones blancos con ambas versiones de manera consecutiva en los periodos 1960-67 y 1989-99, siendo recuperada esta combinación en las últimas temporadas. A su vez, la mezcla de la camiseta blanca y el pantalón rojo no se utilizó en las etapas nombradas anteriormente. De igual manera, en varias ocasiones han usado indumentarias especiales con el objetivo de rendir homenaje o por casos específicos. Un ejemplo de ello es cuando vistieron de blanco para un par de partidos como visitantes a finales de 2006, con el fin de honrar al recién fallecido Hunt, a la par que en tres encuentros de la campaña 2009 jugaron con los uniformes de 1962, como también hicieron otros con motivo del cincuenta aniversario de la American Football League (AFL). En 2007 incluyeron de forma permanente en su camiseta un parche en memoria de Hunt y la AFL, que consiste en la insignia de la liga extinta y las iniciales del fundador de los Chiefs en el centro del balón. Nike es el proveedor oficial de los uniformes para todos los equipos de la NFL desde 2012.

## Propiedad y finanzas
Luego un intento fallido de comprar una franquicia de la NFL y reubicarla en Texas, Lamar Hunt fundó la entidad en 1959, de la que fue dueño hasta su muerte en 2006. Su familia heredó el equipo, que lo maneja a través de Clark Hunt, el hijo de Lamar, aunque su título oficial es el de director ejecutivo y presidente de la junta, representa a los Chiefs en todas las reuniones de propietarios.

## Entrenadores en jefe
| Icono lupa | Para ver una lista de todos los gerentes que han pasado por el club, consultar Entrenadores en jefe de los Kansas City Chiefs |

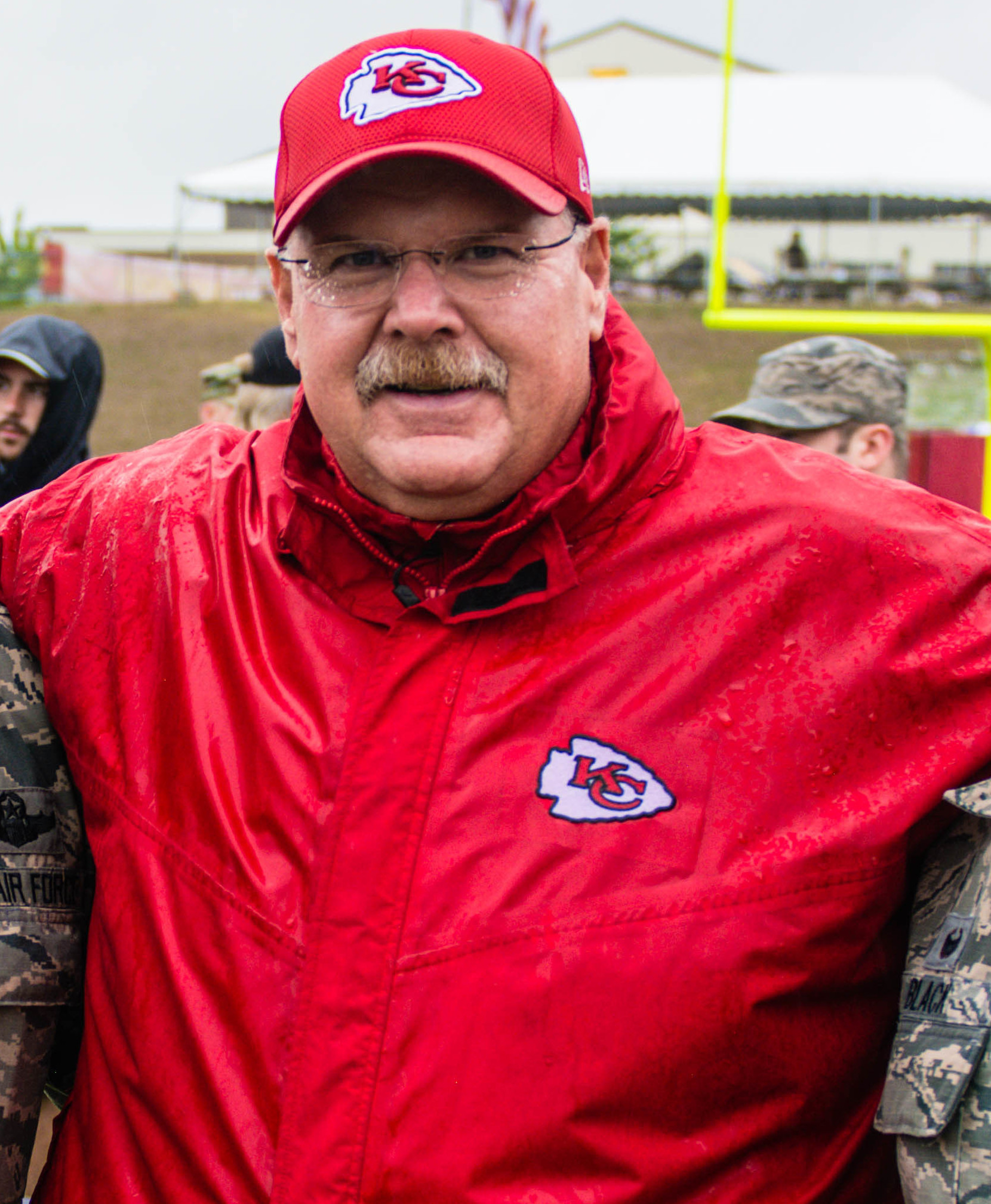
Andy Reid en 2018

En el fútbol americano, el entrenador en jefe es el puesto más alto en el escalafón del cuerpo de instructores y se encarga de tomar decisiones técnicas, estratégicas y contractuales. Desde que empezaron a jugar como los Dallas Texans en 1960, han tenido trece mánagers, siendo el actual Andy Reid, que ejerce desde la campaña 2013. El primero que tuvo la franquicia fue Hank Stram, quien dirigió al equipo hasta 1974, con la consecución de una Super Bowl (IV), tres campeonatos de la AFL (1962, 1966 y 1969) y dos títulos de la AFC Oeste (1962 y 1966). Asimismo, es el que más tiempo ha estado, con catorce temporadas, encuentros ha dirigido (210) y ganado (124), además de poseer el tercer mejor porcentaje de triunfos con la entidad en la temporada regular (61.9 %). Después de su salida, Paul Wiggin (1975-77), Tom Bettis (1977), Marv Levy (1978-82), John Mackovic (1983-86) y Frank Gansz (1987-88) ocuparon el puesto sin ganar ningún título y con solo la disputa de la ronda del comodín de 1986 como parte de la postemporada, todos ellos con un promedio de victorias por debajo de la mitad.
Por su parte, Marty Schottenheimer estuvo como entrenador en jefe de 1989 a 1998, tiempo en el que consiguió tres títulos de la AFC Oeste (1993, 1995 y 1997) y siete apariciones en las eliminatorias. A su vez, dirigió 160 partidos y logró 101 victorias, lo que lo coloca como el segundo con el mejor promedio (63.4 %) y número de triunfos. Gunther Cunningham le relevó de 1999 a 2000, para dar paso a Dick Vermeil, el cuarto con mayor cantidad de juegos (80), partidos ganados (44) y promedio (55 %). Herman Edwards y Todd Haley siguieron a Vermeil en los periodos 2006-08 y 2009-11, respectivamente. De igual manera, el que menos tiempo ha estado es Bettis, que solo disputó siete partidos, de los que perdió seis, por lo que es el que peor porcentaje de triunfos ostenta (14.3 %). Quien le sigue es Romeo Crennel, que ocupó el puesto un par temporadas —2011 y 2012—, con diecinueve encuentros y solo cuatro victorias, con un 21.1 %.
Tras la marcha de Crennel, los Chiefs contrataron a Reid, que hasta la temporada 2021 lleva 145 juegos dirigidos y 103 triunfos (71 %). Asimismo, ha conseguido una Super Bowl (LIV), dos títulos de la AFC (2019 y 2020), seis de la AFC Oeste (2016, 2017, 2018, 2019, 2020 y 2021) y ocho apariciones en postemporada. De los trece gerentes que han tenido, únicamente Stram y Levy han sido elegidos para el Salón de la Fama del Fútbol Americano Profesional, mientras que de los siete que los han conducido hasta las eliminatorias, solo tres han ganado al menos un partido: Schottenheimer (tres), Stram (cinco) y Reid (siete). Por otra parte, el club cuenta con varios entrenadores que sirven como ayudantes del principal y se encargan de funciones específicas, como Dave Toub (asistente), Eric Bieniemy (coordinador ofensivo), Steve Spagnuolo (organizador defensivo) y Barry Rubin (fuerza y acondicionamiento).

## Palmarés
| Icono lupa | Para ver un registro de todas las campañas del club, consultar Temporadas de los Kansas City Chiefs |

| Competición                   | Títulos (7)                                                                                | Subcampeonatos (3)                                                                               |
| ----------------------------- | ------------------------------------------------------------------------------------------ | ------------------------------------------------------------------------------------------------ |
| Super Bowl (4)                | 1969 (IV), 2019 (LIV), 2022 (LVII) y 2023 (LVIII)                                          | 1966 (I), 2020 (LV) y 2024 (LIX).                                                                |
| Campeonato de la AFL (3)      | 1962, 1966 y 1969. (Récord)                                                                | —                                                                                                |
| De conferencia (5)            |                                                                                            |                                                                                                  |
| Campeonato de la AFC (5)      | 2019, 2020, 2022, 2023, 2024                                                               | 1993, 2018 y 2021.                                                                               |
| De división (17)              |                                                                                            |                                                                                                  |
| División Oeste de la AFL (2)  | 1962 y 1966.                                                                               | 1960, 1961, 1964, 1967,1968 y 1969.                                                              |
| División Oeste de la AFC (15) | 1971, 1993, 1995, 1997, 2003, 2010, 2016, 2017, 2018, 2019, 2020, 2021, 2022, 2023 y 2024. | 1970, 1972, 1973, 1986, 1989, 1990, 1991, 1992, 1994, 1996, 1999, 2005, 2006, 2013, 2014 y 2015. |

## Área social y dimensión sociocultural

### Mascota
La primera mascota de los Chiefs fue Warpaint, apodo dado a los caballos píos, que estuvo entre 1963 y 1988. Originalmente, el caballo lo montaba Bob Johnson, que llevaba un tocado al estilo de las insignias ceremoniales de los nativos estadounidenses. El animal rodeaba el campo al comienzo de cada juego y después de cada touchdown, si bien cabe mencionar que en un partido contra los Oakland Raiders en 1975, los Chiefs ganaron 42-10, lo que hizo que tuviera que dar la vuelta al terreno por cada uno de los seis tantos. El entrenador en jefe del equipo rival, John Madden, tras de la derrota, bromeó al respecto: «No pudimos vencer a los Chiefs, pero casi matamos a su caballo».